# Северное седло

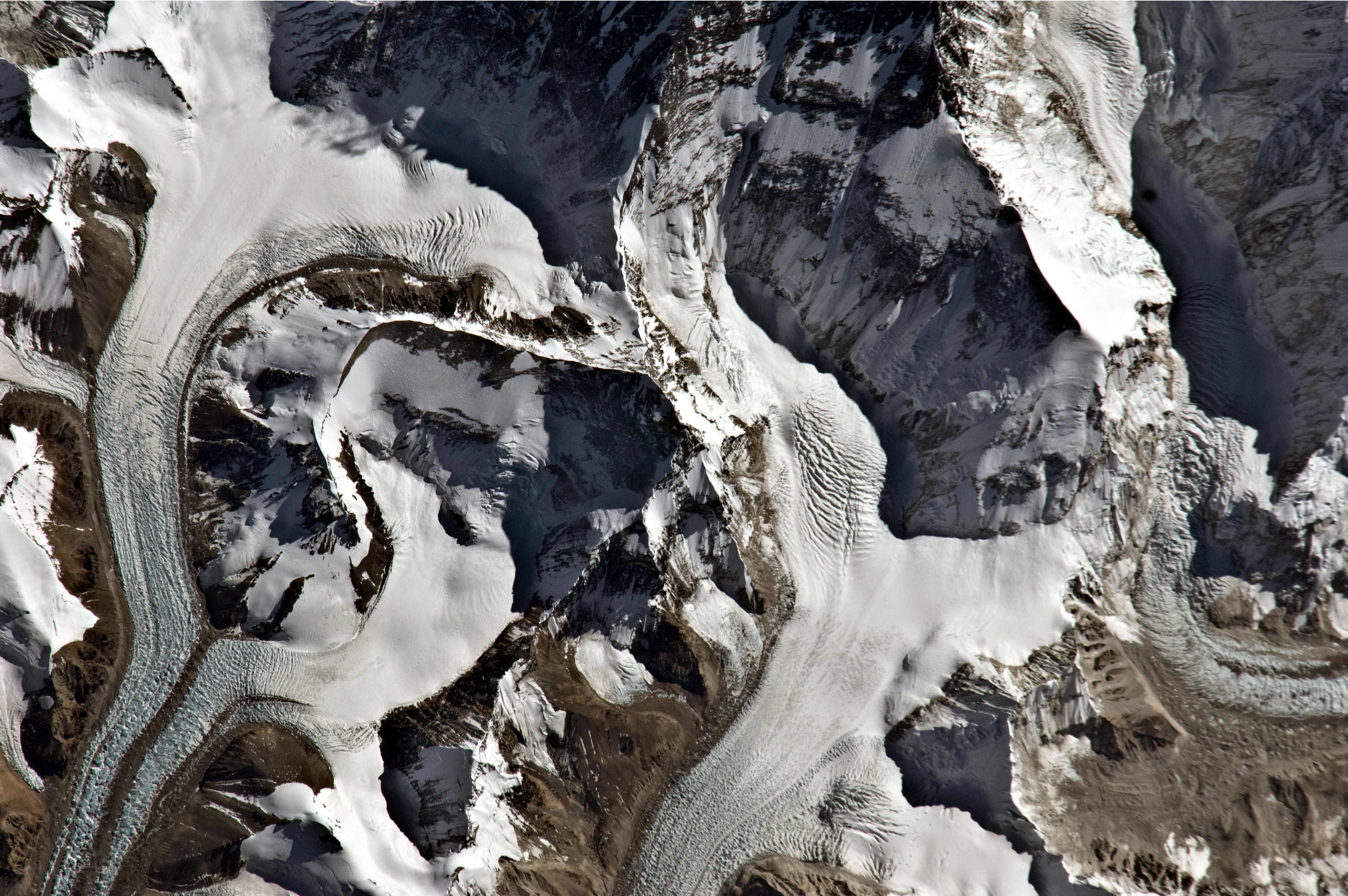
Космическая фотография северных склонов Эвереста. Северное седло в центре снимка

Северное седло (тиб. Вайли Chang La; кит. 北坳, пиньинь Běi Ào) (7020 м) — перевал ножевидного типа с очень крутыми склонами и полностью покрытый льдом, соединяющий Эверест и Чангзе (иногда называемой Северной вершиной) в Тибете. Также известен как Чанг-Ла, — в переводе с тибетского  «северный проход», или Beiao La на китайском. С перевала стекает ледник Восточный Ронгбук.
Когда альпинисты поднимаются на Эверест по северному гребню, первый лагерь на самой горе (классический лагерь IV, современный лагерь I) обычно устанавливается под Северным седлом. От этой точки, лежащей приблизительно на 6100 м над уровнем моря, восходители поднимаются на Северное седло и далее через серию высоких лагерей на северной стене Эвереста к вершине. Финальный бросок на вершину совершается из лагеря VI, расположенного на 8230 метрах.
Северное седло впервые пройдено Джорджем Мэллори, Эдвардом Оливером Уилером и Гаем Баллоком 23 сентября 1921 года. Они были первыми жителями Запада, оставившими след на склонах Эвереста. Северное седло было обнаружено Мэллори в поисках возможного пути подъёма на вершину Эвереста, во время первой британской исследовательской экспедиции в этот регион в 1921 году. Все последующие экспедиции 1920-х и 1930-х годов пытались достигнуть вершины через Северное седло, в том числе и погибший в 1924 году в районе вершины Джордж Мэллори. Через Северное седло летом 1980 года Рейнхольд Месснер совершил одиночное восхождение на Эверест со стороны Тибета в муссонный период и без использования кислорода (через Северное седло и Северо-восточный гребень с выходом на вершину по кулуару Нортона). Об этом восхождении им написана книга «Хрустальный горизонт» (переиздана в Москве, 1990).